# In Bloom
«In Bloom» (с англ. — «В расцвете») — песня американской гранж-группы Nirvana с альбома Nevermind. В 1992 году вышла на одноимённом сингле (также в него вошли концертные версии песен «Sliver» и «Polly»; появлялся в продаже только в Европе). Записана в 1991 году на Sound City Studios (Van Nuys, CA) с продюсером Бутчем Вигом; впрочем, в репертуаре Nirvana она была довольно давно. Как и многие композиции группы, «In Bloom» построена на чередовании спокойной куплетной части и громкого, энергичного припева. Дэйв Грол сыграл первый раз In Bloom на концерте 90-го года в Лидсе.
Первоначально песня была направлена против любителей поп-музыки и случайных на андеграундной сцене людей, которые стали считать себя поклонниками Nirvana после выхода её дебютного альбома Bleach: «Таким, как он, нравятся все эти милые песенки, / Ему нравится подпевать и стрелять из ружья, — / Правда, он не понимает, что всё это значит». «Впрочем, — отмечает биограф Майкл Азерред, — это только прибавило команде популярности».
Первоначально клип был снят в 1990 году в Нью-Йорке, где показаны фрагменты записи где-то на складе, и любые моменты с нынешним трио на 90-й год (Курт Кобейн, Крист Новоселич, Чэд Ченнинг) снятые на улице. Nirvana планировала снять клип на эту песню в виде «сюрреалистической притчи о девочке из семьи ку-клукс-клановцев, которая однажды осознает, до чего же злы её родители» (впоследствии некоторые идеи для «In Bloom» были реализованы в видео «Heart-Shaped Box»). Однако эти задумки были сочтены слишком амбициозными; в результате была сделана видеопародия на музыкальные шоу 1960-х годов. В финале участники Nirvana выходят на сцену в платьях и громят оборудование. Существовали также версии клипа, где музыканты выступают только в костюмах и только в платьях.